# Амидеи и Буонделмонти
Амидеи (Amidei) и Буонделмонти (Buondelmonti) са две благороднически и видни флорентински семейства, чиято историческа кавга се смята за началото на борбата между гвелфите и гибелините във Флоренция.

## История на конфликта
Инцидентът се случва през януари 1216 г., когато Мацинго Тегрими де Мацинги организира голям банкет в замъка си в Кампи, за да отпразнува номинирането си за рицар. На него е поканена цялата флорентинска аристокрация. По време на банкета шут взема внезапно чиниите на Буонделмонте дей Буонделмонти и на Уберто дели Инфангати: първият не разбира шегата и я приема зле и тогава трети гост, Одариго (Ариго) де Фифанти – известен кавгаджия, грубо обвинява Уберто в изчезването на чинията. Последният отговаря подобно, обвинявайки Одариго, че се е намесил в дискусията, за да вземе чинията. Одариго от своя страна реагира, като хвърля поднос с месо в лицето на Уберто. След края на банкета, докато раздигат масата, се разразява битка, в която Буонделмонте напада Одариго с нож и го ранява в ръката.
Според обичаите на времето спорът трябва да бъде уреден, за да се защити честта на претендентите. На съвет у сем. Ариги, в който участват и приятелските семейства Фифанти, Гангаланди, Уберти, Ламберти и Амидеи, е решено да се разреши въпросът с миротворчески бракː на Буонделмонте е предложено да се ожени за племенница на Одариго – дъщеря на една от сестрите му и Ламбертучо Амидеи. Предложението е прието и е уреден редовен нотариален договор с неустойка при неизпълнението му.
Нещата изглеждат уредени, но Гуалдрада Донати, съпругата на Форезе Донати Стария, създава проблем, като отива на гости на Буонделмонте, обвинявайки го, че е приел брака от страх от отмъщение от Фифанти и техните съюзници, говорейки за липсата на естетическа привлекателност на бъдещата булка и предлагайки собствената си дъщеря, известна с красотата си, за брак. Гуалдрада дори предлага да плати неустойката, ако Буонделмонте се съгласи да се ожени за дъщеря ѝ.
Примамливото предложение подейства: на 10 февруари 1216 г. Буонделмонте не се появява в църквата „Санто Стефано“, където го чака официалната му годеница, за да отпразнуват сватбата, а отива в дома на Донати, за да преговаря за нов брак с Форезе и Гуалдрада; неуспешният младоженец има дързостта да влезе във Флоренция, минавайки през улица „Пор Санта Мария“, която се намира близо до църквата, където го чака булката.
У сем. Амидеи се разразява ярост и е свикан съвет със съюзническите семейства в църквата „Санта Мария сопра Порта“. Докато някои предлагат отмъщение, като тържествен побой или обезобразяване на лицето на охуления Буонделмонте, Моска дей Ламберти се надига, предлагайки убийството с известната фраза Cosa fatto capo ha! („Стореното не може да бъде отменено“), за да избегне по-нататъшно отмъщение. След като предложението е прието, е решено да се организира добре отмъщението и е постановено засадата да се състои именно в деня на сватбата.
На Великденската сутрин – денят, избран за сватбата, Буонделмонте влиза във Флоренция от Понте Векио, богато облечен, за да отиде в църквата. След като пристига в Порта Санта Мария, където има древна статуя на Марс, под Кулата на Амидеи, Буонделмонте първо е наруган и след това свален от коня с удар от тояга от Скиата дели Уберти. Веднъж на земята, той е довършен с нож от Одо Аринги. Амидеи очевидно са обвинени в подстрекателство към атаката и градът е разделен по този факт – разделение, от което фракциите на гвелфите и гибелините, възникнали няколко години по-късно.
От едната страна се семействата Уберти, Ламберти и Амидеи, които формират коалиция и всичките имат собствени къщи в района на града между Понте Векио и Пиаца дела Синьория. От другата страна са семействата Буонделмонти, Паци и Донати (гвелфи), които са между улица „Дел Корсо“ и Порта „Сан Пиеро“. Именно поради силната лоялност на Уберти към императора градските пристрастия са свързани с надградските в споровете между Папството и Империята: в древни времена обаче „гвелф“ е имал просто значение на „ антигибелин“, независимо от подкрепата за Папството.